# Kościół św. Wawrzyńca w Czerninie
Kościół świętego Wawrzyńca – rzymskokatolicki kościół parafialny należący do dekanatu góra wschód archidiecezji wrocławskiej.
Świątynia była wzmiankowana w 1305 roku. Obecna gotycka budowla została wzniesiona około 1400 roku, rozbudowana została o wieżę pod koniec XVI wieku, restaurowana była na początku XX wieku i w 1957 roku. Świątynia jest orientowana, murowana, oskarpowana, posiada jedną nawę, kwadratowe prezbiterium oraz wspomnianą wcześniej wieżę od strony zachodniej. Nawa nakryta jest sklepieniem krzyżowo-żebrowym, prezbiterium sklepieniem gwiaździstym. Do wyposażenia wnętrza należą: tryptyk w stylu gotyckim z 1514 roku, ze sceną Koronacji Matki Boskiej w części środkowej, ambona i chrzcielnica w stylu renesansowym z l. połowy XVII wieku, a na ścianach są umieszczone liczne nagrobki rodziny Stoschów pochodzące z końca XVI i początku XVII wieku. Na najstarszym nagrobku pary małżeńskiej (zmarłych w 1561 i 1577 roku) widnieje podpis kamieniarza Waltera Hoffmanna z Legnicy